# Mernye vasútállomás
Mernye vasútállomás egy Somogy vármegyei vasútállomás, Mernye településen, a MÁV üzemeltetésében. A településközponttól keletre, a 6513-as út közelében helyezkedik el, közúti megközelítését az abból észak felé kiágazó 65 308-as út biztosítja.

## Vasútvonalak
Az állomást az alábbi vasútvonalak érintik:
- Kaposvár–Siófok-vasútvonal

## Kapcsolódó állomások
A vasútállomáshoz az alábbi állomások vannak a legközelebb:
- Felsőmocsolád megállóhely (Kaposvár–Siófok-vasútvonal)
- Somodor megállóhely (Kaposvár–Siófok-vasútvonal)

## Forgalom
| Járat        | Útvonal | Gyakoriság |
| ------------ | --- | ---------- |
| személyvonat | Siófok – Sióvölgy – Siójut – Ádánd – Som-Nagyberény – Daránypuszta – Bábonymegyer – Tab – Kapoly – Somogymeggyes – Karád – Andocs – Bonnya – Kisbárapáti – Felsőmocsolád – Mernye – Somodor – Somogyaszaló – Répáspuszta – Toponár – Kaposszentjakab – Kaposvár | Napi 3 pár |
| személyvonat | Kisbárapáti – Felsőmocsolád – Mernye – Somodor – Somogyaszaló – Répáspuszta – Toponár – Kaposszentjakab – Kaposvár | Napi 2 pár |
| személyvonat | (Karád → Andocs → Bonnya → Kisbárapáti →) Felsőmocsolád – Mernye – Somodor – Somogyaszaló – Répáspuszta – Toponár – Kaposszentjakab – Kaposvár | Napi 2 pár |
| személyvonat | Tab – Kapoly – Somogymeggyes – Karád – Andocs – Bonnya – Kisbárapáti – Felsőmocsolád – Mernye – Somodor – Somogyaszaló – Répáspuszta – Toponár – Kaposszentjakab – Kaposvár                                                                                     | Napi 1 pár |